# Hrast šiškar
Hrast šiškar (Quercus ithaburensis subsp. macrolepis) je poluzimzeleni istočnomediteranski hrast. Odlikuje se velikim kožastim listovima lovornog tipa, srodan s Makedonskim hrastom i Hrastom šuvarom. Raste u vlažnijim primorskim šumama uz obale Levanta, Turske i Grčke. U Hrvatskoj raste na vlažnim ponikvama na otoku Lastovu. U Hrvatskoj je ovaj hrast najrjeđa južna vrsta hrasta u izumiranju.

## Sinonimi
- Quercus aegilops L.
- Quercus aegilops var. macrolepis (Kotschy) Boiss.
- Quercus aegilops subsp. macrolepis (Kotschy) A.Camus
- Quercus aegilops var. oliveriana Tchich.
- Quercus aegilops subsp. pyrami (Kotschy) A.Camus
- Quercus aegilops var. pyrami (Kotschy) Boiss.
- Quercus aegilops var. taygetea Orph. ex A.Camus
- Quercus aegilops var. ungeri (Kotschy) Boiss.
- Quercus aegilops subsp. ungeri (Kotschy) A.Camus
- Quercus aegilops subsp. vallonea (Kotschy) A.Camus
- Quercus agriobalanidea Papaioann.
- Quercus cretica Bald.
- Quercus echinata Lam.
- Quercus ehrenbergii Kotschy
- Quercus graeca Kotschy
- Quercus hypoleuca Kotschy ex A.DC.
- Quercus macrolepis Kotschy
- Quercus macrolepis var. ortholepis Zohary
- Quercus macrolepis var. vallonea (Kotschy) Zohary
- Quercus massana Ehrenb. ex Wenz.
- Quercus pyrami Kotschy
- Quercus ungeri Kotschy
- Quercus vallonea Kotschy
- Quercus vallonea A.DC.
- Quercus ventricosa Koehne[3]